# 藤田三保子
藤田 三保子（ふじた みほこ、1952年〈昭和27年〉10月31日 - ）は、日本の女優、シャンソン歌手、油絵画家、俳人。山口県宇部市出身、ないし山口県大島郡出身。旧芸名及び旧姓は藤田 美保子。

山口県立防府高等学校卒業。身長167cm、B85cm、W63cm、H92cm（1974年1月）。

## 略歴
母親は元新派女優・藤田美代子。父親は美保子が2歳のとき生き別れ。兄がいるが早めに独立し家を出たままで、長く母娘二人で暮らす。学生時代は、陸上競技に水泳、ソフトボールなどのスポーツで体を鍛えた。母の影響で子どもの頃から女優を志した。
高校卒業後、1971年3月8日、大島から俳優を目指して上京する。
歌手・井沢八郎の内弟子などを経て、1973年に文学座付属研究所夜間部に入学する。
同期に本田博太郎がいた。
最初はOLをしながら研究所に通い、生命保険の勧誘員や看板屋の事務員のアルバイトをしながら研究所に通い、当時身長が167cmあったことからニックネームはジャンボちゃんだった。
3年やってダメなら帰郷するという母との約束のタイムリミットだった上京から3年後、研究所に入ってまもなくNHK連続テレビ小説『鳩子の海』（藤田の出生地・山口県が主たる舞台であった）のヒロイン・鳩子役のオーディション400人の中で合格し、鳩子の大人時代（18歳から42歳）を演じた。
それ以前に、浅田京子名義でドラマ出演があった。
1974年に本名の藤田美保子で、女優デビューする。
1975年5月24日から1977年5月7日まで、『Gメン'75』に響圭子刑事として2年間出演した。
その後、結婚する。
1998年ごろ、現在の名に改名した。
映画、舞台、テレビドラマ、朗読にも幅広く出演している。
また画家として個展を開催したり、2004年からシャンソン歌手として公演活動を展開している。
2006年8月、全国11箇所で公演された舞台「IMAGINE 9.11」で役者として本格的に復帰を果たす。
翌年、都内2か所で再演された同作品にもレギュラーとして出演している。
俳句結社・炎環に所属し、山頭女という雅号で俳句創作および講師活動も行っている。
2019年にはNHK連続テレビ小説第100作となる『なつぞら』に10人目の歴代ヒロインとして出演した。

## 出演

### テレビドラマ
- 泣くな青春（1972年、フジテレビ・東宝）[7]
- 連続テレビ小説（NHK総合）
  - 鳩子の海（1974年） - ヒロイン・鳩子  ※ナレーション兼任
  - なつぞら（2019年） - 坂場サト 役[6]
- Gメン'75　第1話「エアポート捜査線」−第103話「また逢う日まで響圭子刑事」（1975年5月24日 - 1977年5月7日、TBS・東映） - 響圭子刑事
- 銀河テレビ小説 / 駱駝の夢（1976年、NHK総合）
- 必殺商売人 第17話「仕掛けの罠に仕掛けする」（1978年、朝日放送・松竹） - さち
- 特捜最前線 （テレビ朝日・東映） - 大塚智子弁護士 
  - 第66話「判決・毒薬を盛った女!」・第67話「判決II・自白を翻した女!」（1978年）
  - 第121話「マニキュアをした弁護士!」（1979年）
  - 第233話「判決・横須賀ドブ板通り!」（1981年）
- チェックメイト78 第9話「警部とピアノ殺人楽章」（1978年、朝日放送・テレパック）
- 吉宗評判記 暴れん坊将軍 第62話「黄金の闇に花一輪」（1979年、テレビ朝日・東映） - 小染
- 幸せのとなり（1979年10月22日 − 11月30日、NHK総合）
- ザ・スーパーガール 第4話「フィーバーの夜、モデルは全裸で死ぬ」（1979年、東京12チャンネル・東映） - 五代レイコ
- ミラクルガール（1980年、東京12チャンネル・東映） - 松原加奈子
- 木曜ゴールデンドラマ　赤い絆（1984年6月28日、11月10日、FBS)
- 遠山の金さん第150回「女遊び人 昇り竜のお篠七変化!」（1985年、テレビ朝日・東映） - お篠
- 松本清張サスペンス・隠花の飾り / 見送って（1986年、関西テレビ・松竹）
- 金曜女のドラマスペシャル /  しあわせ芝居（1986年、フジテレビ）
- 土曜ワイド劇場（テレビ朝日）
  - 翔んでる女が消えた！ 善福寺池バラバラ殺人事件（1979年）
  - 殺人ダイヤルを廻した女（1986年）
  - 殺人現場から消えた女（1988年）
  - テニススクール 女たちの華麗な斗い（1989年）
- 火曜サスペンス劇場 / 「ハネムーン」（1986年6月10日、日本テレビ / 松竹）
- 木曜ゴールデンドラマ / 家族の奇蹟（1986年、よみうりテレビ）
- 火曜サスペンス劇場 / 「花婿は殺人者」（1988年6月7日、日本テレビ / 磯田事務所） - 中島久美
- 火曜サスペンス劇場 / 「密閉島」（1988年8月、日本テレビ / 日本映像）
- 松本清張サスペンス / 潜在光景（1988年9月、関西テレビ・松竹）
- 水曜グランドロマン / 交通刑務所の朝（1989年、日本テレビ）
- 凪の光景（1992年4月 - 6月、東海テレビ・東宝）
- 火曜サスペンス劇場 / 「危険な乗客」（1992年2月11日、日本テレビ・東宝）
- 月曜ドラマスペシャル / 湯けむり仲居純情日記II（1993年、TBS）
- 火曜サスペンス劇場　女の中の迷路（1993年、日本テレビ）
- 火曜サスペンス劇場 / 盲人探偵・松永礼太郎3 乳房（1994年、日本テレビ）
- 火曜サスペンス劇場 / 取調室（日本テレビ）
  - 取調室2 「動機なき殺人? 県警捜査本部が難攻不落の知能犯に挑んだ十二日間」（1995年）
  - 取調室6 「優しい笑顔と鉄の心を持つ陶芸界のマドンナに県警が挑んだ十二日間」（1997年）
- 木綿のハンカチ〜ライトウインズ物語（1997年、NHK総合） - 伊達夏子
- チョコレート革命（1998年・1999年、NHK総合）
- はぐれ刑事純情派（テレビ朝日 / 東映）
  - 第4シリーズ（1991年） 第15話「恐怖の電話 預金を盗まれた主婦」 - 長谷川夏代
  - 第13シリーズ（2000年） 第5話「8年間騙された妻!?秘密のラストダンス」 - 松田通代
- 火曜サスペンス劇場警視庁鑑識班（2001年、日本テレビ）
  - 第11作「白骨死体を我が子と絶対に認めない父と母の六年前の心の闇」 - 後藤リョウ子
- 月曜ミステリー劇場　警察庁特別広域捜査官 宮之原警部の愛と追跡（2001年、TBS） - 勢津子（絵画クラブ新風会）
- 浅見光彦シリーズ16 日蓮伝説殺人事件（2003年、フジテレビ） - 結城恭子（孝雄の妻）役
- 浅見光彦シリーズ27 竹人形殺人事件（2007年、フジテレビ） - 料亭「えちぜん」女将

### 映画
- 看護婦のオヤジがんばる（1980年、近代映画協会）
- マタギ（1982年、青銅プロダクション）
- 俺ら東京さ行ぐだ（1985年、松竹）
- 国会へ行こう!（1993年、東宝） - 久保田宣子
- La VIE 共生!（1995年、Office 90）
- チー公大作戦（2010年）

### ラジオ
- 三保子の山盛りのハナシ　出演者：藤田三保子、金子祐史（2017年11月 - 2018年3月、市川うららFM）
- 三保子の299プニプニ　出演者：藤田三保子、金子祐史（2018年4月 - 、かつしかFM）[8]
- 「朗読 」（NHKラジオ第2）
  - 早坂暁著『華日記　昭和生け花戦国史』（2020年6月22日 - 7月24日、全25回）[9]
    - 「朗読の世界」で再放送（2025年5月12日 - 6月13日、NHK-FM）[10]

  - 有吉佐和子著『紀ノ川』（2021年3月29日 - 6月4日、全50回）[11]
- 「朗読の世界」（NHK-FM）
  - 太宰治著『津軽』 (2023年5月29日 - 7月14日、全35回）[12]

### 舞台
- ドラマシアター「図書館の子」（2024年5月29日 - 31日、シアターΧ）[13]

## 著書
- 『人生フルターン 私は負けない』（2005年3月30日、NHK出版） ISBN 4-14-005476-X